# Khem Birch
Khem Xavier Birch (ur. 28 września 1992 w Montrealu) – kanadyjski koszykarz, występujący na pozycjach silnego skrzydłowego lub środkowego, obecnie zawodnik San Antonio Spurs.
W 2010 wziął udział w międzynarodowym turnieju Nike Global Challenge, podczas którego został wybrany MVP oraz zaliczony do I składu najlepszych zawodników. Rok później wystąpił w dwóch meczach gwiazd amerykańskich szkół średnich – Jordan Classic i McDonald’s All-American, został też zaliczony do II składu USA Today All-USA.
8 kwietnia 2021 został zwolniony przez Orlando Magic. Dwa dni później zawarł umowę do końca sezonu z Toronto Raptors. 9 lutego 2023 został wytransferowany do San Antonio Spurs. 19 października 2023 opuścił klub.

## Osiągnięcia
Stan na 27 października 2023, na podstawie, o ile nie zaznaczono inaczej.
NCAA
- Uczestnik turnieju NCAA (2013)
- Obrońca roku konferencji Mountain West (MWC – 2013, 2014)
- Zaliczony do:
  - I składu defensywnego MWC (2013, 2014)
  - II składu MWC (2014)
  - składu honorable mention All-MWC (2013)
- Lider MWC w[9]:
  - liczbie bloków (68 – 2013, 124 – 2014)
  - średniej bloków (3,8 – 2014)

Drużynowe
- Wicemistrz:
  - Euroligi (2017)
  - Grecji (2017)

Indywidualne
- Zaliczony do:
  - I składu:
    - debiutantów D-League (2015)
    - defensywnego D-League (2015)

  - składu Midseason All-NBA G-League Eastern Conference (2018)
- Uczestnik meczu gwiazd:
  - tureckiej ligi BSL (2016)
  - D-League (2015)

Reprezentacja
- Brązowy medalista mistrzostw Ameryki U–18 (2010)
- Uczestnik eliminacji do igrzysk olimpijskich (2016)